# Phreatia crassifolia
Phreatia crassifolia är en orkidéart som beskrevs av Henry Nicholas Ridley. Phreatia crassifolia ingår i släktet Phreatia och familjen orkidéer. Inga underarter finns listade i Catalogue of Life.